# SG-43
SG-43 (ryska: Станковый Горюнов образца 1943 года, Stankovij Gorjunov obraztsa 1943 goda, ungefär "Lavett[-kulspruta] Gorjunov modell 1943") var kulsprutan som ersatte PM1910 som huvudsaklig tung kulspruta i de sovjetiska väpnade styrkorna fram till införandet av den universella PK-kulsprutan på 1960-talet. 

## Konstruktion
I jämförelse med sin vattenkylda föregångare var Gorjunoven enklare, lättare, och introducerade ett driftsäkrare patronband i stål (som Maximen senare modifierades till att använda). Den första lavetten liknade den äldre Sokolov-modellen, men var av en enklare variant som även kunde användas till luftvärn genom att ställa den med både skölden och hjulen som benstöd. 
Efter kriget modifierades vapnet och den nyare varianten kallas SGM (M="moderniserad"), därutöver tillverkades en speciell variant för pansarbandvagnar, SGMB (B=Bronetransportnij, "pansartransport") och en för stridsvagnar med elektronisk avtryckare, SGMT (T="tank").

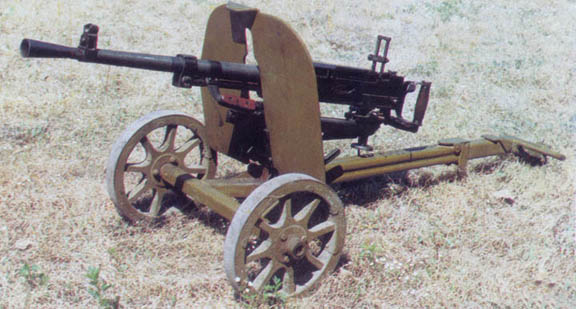
Kinesisk Typ 53 (SG-43).

## Användare
- Albanien
- Cypern
- Egypten - lokalt byggda under licens [1]
- Finland - erövrade användes under andra världskriget[2]
- Kina[3]
- Mongoliet Mongolian People's army
- Nordkorea under Koreakriget
- Sovjetunionen[3]
- Ungern SG-43 och varianten KGK[4]